# Овсянникова (Тобольский район)
Овсянникова — деревня в Тобольском районе Тюменской области. Административный центр в Овсянниковского сельского поселения.
Автобусное сообщение. Расположена на берегу озера Овсянивское.

## Население
| 2010 |
| ---- |
| 442  |

## Инфраструктура
- Школа

## Улицы
- Нагорная улица
- Светлая улица
- Лесная улица
- Новая улица
- Улица Газовиков
- Переулок Ветеранов
- Советская улица
- Береговая улица
- Зеленый переулок
- Подгорная улица
- Улица Мельникова